# Jorge Pontual (jornalista)
Jorge Alexandre Faure Pontual (Belo Horizonte, 4 de novembro de 1948) é um jornalista, repórter e escritor brasileiro.

## Biografia

### Formação acadêmica e início na carreira
Jorge Pontual é formado em Ciências Sociais pela Pontifícia Universidade Católica do Rio de Janeiro (PUC-Rio). Iniciou a carreira no jornalismo na agência de notícias Reuters, trabalhando posteriormente para o Jornal do Brasil, onde permaneceu por mais de cinco anos, exercendo as funções de copy-desk, subeditor, editor da seção Internacional e chefe de redação. Escreveu também para o jornal O Globo. Seu primeiro trabalho na Rede Globo foi como editor do Jornal Internacional em 1972. Pouco tempo depois, passou  a trabalhar como repórter e editor na Bloch Editores.
O seu retorno à Rede Globo deu-se em 1983, onde assumiu como editor-chefe do Jornal da Globo durante um ano, até passar à chefia da equipe do Globo Repórter, cargo que exerceu durante doze anos. Em meados dos anos 90 passou a chefiar o escritório da Globo em Nova Iorque ao mesmo tempo em que era correspondente da revista Época.
Desde 1998, concilia as funções de correspondente em Nova York com a de comentarista do programa GloboNews em Pauta e produtor de matérias para o programa Sem Fronteiras. Também integra a equipe do programa Milênio, além de produzir reportagens para outros programas da GloboNews.

### Principais trabalhos
Entre suas principais matérias, reportagens e coberturas, destacam-se a cobertura da renúncia de Richard Nixon em 1974, dos ataques terroristas de 11 de setembro de 2001 nos Estados Unidos e da guerra do Iraque em 2003 – especialmente o atentado ao prédio das Nações Unidas (ONU) naquele país, que causou a morte do diplomata brasileiro Sérgio Vieira de Mello. Também acompanhou as eleições norte-americanas de 2004 e a catástrofe causada pelo furacão Katrina em 2005.
Entre as entrevistas para o Milênio, destacam-se a do ex-secretário geral da ONU Kofi Annan e as dos economistas Joseph Stiglitz, Paul Krugman e Robert Mundell, bem como a do linguista Noam Chomsky e a do escritor Harold Bloom.